# Outpost
Pour plus de détails, voir Fiche technique et Distribution.
Outpost est un film d'horreur britannique réalisé par Steve Barker, sorti en 2008. Il est suivi par Outpost 2: Black Sun en 2012.

## Synopsis
Des mercenaires ont pour mission d'escorter un homme jusqu'à un vieux bunker allemand datant de la Seconde Guerre mondiale, situé en Europe de l'est. Une fois sur place, ils découvrent que les lieux ont servi de laboratoire pour des expériences scientifiques nazis destinées à créer des soldats SS invincibles. Mais le bunker s'avère n'être pas totalement abandonné, car il est infesté de zombies.

## Fiche technique
- Titre : Outpost
- Réalisation : Steve Barker
- Scénario : Rae Brunton, d'après l'histoire de Kieran Parker, Steve Barker et Rae Brunton
- Direction artistique : Andy Drummond
- Décors : Max Berman et Gordon Rogers
- Costumes : Alison Mitchell
- Photographie : Gavin Struthers
- Montage : Chris Gill et Alastair Reid
- Musique : Brett James Seymour
- Production : Arabella Page Croft et Kieran Parker
- Société de production : Black Camel Pictures
- Société de distribution : ContentFilm
- Pays d'origine :  Royaume-Uni
- Langue originale : anglais
- Format : couleur
- Genre : horreur et science-fiction
- Durée : 90 minutes
- Dates de sortie :
  - États-Unis : 11 mars 2008
  - Royaume-Uni : 16 mai 2008
  - France : 14 janvier 2009 (DVD)
- Interdit aux moins de 12 ans

## Distribution
- Ray Stevenson (VF : Marc Alfos) : DC
- Julian Wadham (VF : Hervé Jolly) : Francis Hunt
- Richard Brake (VF : Jérôme Pauwels) : Prior
- Paul Blair (VF : Gilles Morvan) : Jordan
- Brett Fancy (VF : David Krüger) : Taktorov
- Enoch Frost (VF : Bruno Henry) : Cotter
- Julian Rivett (VF : Stéphane Bazin) : Voyteche
- Michael Smiley (VF : Patrick Poivey) : McKay
- Johnny Meres : « Brigadeführer SS » Gotz

## Suites
Une suite intitulée Outpost II: Black Sun est sortie à la fin de l'année 2012. Steve Barker retourne au poste de réalisateur et de scénariste. Rae Brunton, scénariste du premier film, revient également pour écrire la suite.
Julian Wadham et Johnny Meres reprennent leurs rôles respectifs de Francis Hunt et du Brigadeführer SS Gotz.
Une deuxième suite, nommée Outpost: Rise of the Spetsnaz sortira vers 2013-2014. Kieran Parker, producteur des deux premiers films, réalisera ce troisième film. Il s'agira d'un préquel[réf. nécessaire].